# Объединение (альбом)
Объединение — второй студийный альбом российской певицы Нюши, выпущенный 22 апреля 2014 года. Автором всех песен является сама Нюша. Цифровой релиз альбома, изданный на лейбле Первое музыкальное, состоялся 22 апреля 2014 года в онлайн-магазине iTunes.

## Предыстория
Нюша в интервью рассказала о том, что 2 ноября 2013 года состоится её большой концерт в концертном зале Crocus City Hall и, возможно, это станет презентацией нового альбома, если она успеет.
Цифровой релиз альбома «Объединение» состоялся 22 апреля, за несколько дней до большого сольного концерта Нюши «Club Show», который пройдет 26 апреля в клубе «Arena Moscow».
Трек-лист содержит 18 песен, среди которых «Наедине», «Воспоминание» и «Только». В составе альбома есть и видеоклипы, а также эксклюзивный цифровой буклет с автографом певицы.

«Этот альбом — результат кропотливой трёхлетней работы всей нашей творческой команды. Как автор своих песен, могу заявить, что пластинка — абсолютное отражение моего внутреннего „я“, пластинка очень личная. Каждая песня — история. Правда мне бы не хотелось говорить о каждой песне в отдельности и вложенном в них смысле. Мне гораздо важнее, чтобы слушатель „уловил“ состояние, которое они передают; чтобы каждый нашёл ответы на свои вопросы. В целом общее настроение альбома я бы охарактеризовала как жизнеутверждающее, ведь, как поется в одной из песен, мир нуждается в вашей любви!»
— Нюша

## Создание альбома
«Название альбома, на мой взгляд, должно максимально отражать его общее настроение. Музыка — уникальная форма общения между людьми, она не имеет пола, возраста, цвета кожи и прочих барьеров. Проще говоря, „Объединение“ — альбом из треков-историй разных настроений, где каждый, надеюсь, найдёт что-то своё. Более того, в этой работе мне захотелось немного вернуться к истокам, именно поэтому несколько треков имеют этнические оттенки».
— Нюша
Дизайн обложки альбома в iTunes изменялся 2 раза.
Сам альбом появился в iTunes ещё 4 февраля 2014 года, когда там было всего несколько песен: Наедине, Воспоминание и песня Только, релиз которой состоялся вместе с альбомом в iTunes — 4 февраля 2014 года.
Первая обложка альбома появилась в iTunes 5 февраля 2014 года. Фото без надписей и текста. Второй вариант обложки альбома вышел в iTunes 1 апреля 2014 года. Фото Нюши взято из специальной нестандартной фотосессии к альбому. Фото с надписями «Нюша. Nyusha. Объединение (x2)».

### Синглы
- Воспоминание

Премьера песни на радио состоялась 5 июня 2012 года. Цифровой релиз состоялся 10 июня. Сингл достиг первого места в российском радиочарте и первого места в чарте цифровых треков России, составляемого компанией 2М и Lenta.ru. В итоговом годовом российском чарте «Цифровые треки. Тор-25 2012» «Воспоминание» заняло третью строчку и получила номинацию в категории «Лучшая песня» на премии Муз-ТВ 2013
- Наедине

Сингл представлен 28 апреля 2012 года на сольном концерте Нюши в «Крокус Сити Холл». Релиз песни на радио состоялся 18 марта 2013 года. Цифровой релиз сингла состоится 15 апреля. За первую неделю после релиза «Наедине» дебютировало на третьей строчке в недельном чарте продаж треков российского отделения интернет-магазина iTunes.

«Я не знаю, насколько близка окажется эта песня моим слушателям и публике в целом, но сейчас в преддверии выпуска моего второго сольного альбома, информацию о котором я пока держу в секрете, мы решили сделать ставку именно на „Наедине“.»
— Нюша
- Это Новый Год

В конце 2013 года вышел сингл «Это Новый Год», ставший саундтреком к мультипликационному фильму «Снежная королева», в котором Нюша дублировала роль главной героини Герды. Композиция поднялась до 22-го места в общем радиочарте портала Tophit. Режиссёром Павлом Владимирским на сингл был снят видеоклип. Релиз сингла был приурочен к выходу фильма. С 30 октября композиция была размещена для радиоротации на портале Tophit. «Это Новый Год» достигла восьмой строчки в недельном чарте продаж треков российского отделения интернет-магазина iTunes.
- Только

4 февраля 2014 года песня вышла вместе с альбомом «Объединение» в iTunes. Песня занимала первое место в списке самых скачиваемых композиций в iTunes с 3 по 9 февраля 2014 года.

## Реакция критики
| Оценки критиков | Оценки критиков |
| Источник        | Оценка          |
| --------------- | --------------- |
| InterMedia      | [ 14 ]          |
| Волна           | (положительная) |
| Newsmuz         | [ 16 ]          |
| МИА «Музыка»    | (8.5/10).       |

Альбом получил положительный отзыв от журнала «Волна». В издании отметили, что песни «Объединения» звучат современно и не уступают западным композициям и назвали Нюшу главной среди новой волны российских «нестыдных» поп-артистов. Московское информационное агентство «Музыка» также дало альбому положительную оценку, отметив, что он выгодно отличается от своего предшественника выросшим уровнем профессионализма Нюши, а «её песни стали более оформленными и взрослыми с творческой точки зрения».
Смешанную оценку альбом получил на сайте InterMedia. Алексей Мажаев писал, что диск выглядит, как компромисс «между международным качеством и русской душевностью». Положительную оценку получила песня «Это Новый год». Дмитрий Прочухан с сайта «Newsmuz.com» дал диску положительную оценку. Похвалу получили такие песни, как «Воспоминание», которая «несмотря на свою нарочитую „простоту“, получилась очень ярким танцевальным хитом с запоминающимся припевом», «Только», в которой «Нюша демонстрирует, что и глубокие лирические песни она исполняет не хуже танцевальных», и «Это Новый Год». Также рецензент положительно оценил и песню «Цунами»: «Тут и качественные аранжировки, и запоминающиеся рефрены». Не очень высоко были оценены композиции «Наедине», напоминающая «десятки других песен Нюши» и «История странника», которой «мешает чрезмерная эклектичность». В целом, Дмитрий посчитал, что на этом альбоме «Нюша явно выросла в профессиональном плане, и все-таки порадовала крепкими хитами».

## Список композиций
Автором большинства песен выступила сама Нюша. Песня «World Needs Your Love» была написана Владимиром Шурочкиным и Сергеем Николенко.
| №   | Название                                    | Длительность |
| --- | ------------------------------------------- | ------------ |
| 1.  | «Буду рада»                                 | 4:04         |
| 2.  | «Только»                                    | 3:34         |
| 3.  | «Безответная»                               | 4:05         |
| 4.  | «Воспоминание»                              | 4:22         |
| 5.  | «Бред»                                      | 4:02         |
| 6.  | «Тепло»                                     | 3:34         |
| 7.  | «Наедине»                                   | 4:12         |
| 8.  | «Это Новый Год»                             | 3:37         |
| 9.  | «Цунами»                                    | 4:08         |
| 10. | «История странника»                         | 3:57         |
| 11. | «Nothing To Fear»                           | 4:12         |
| 12. | «You Are My Life» (Владимир Шурочкин)       | 3:53         |
| 13. | «World Needs Your Love» (Владимир Шурочкин) | 4:34         |

| №  | Название                          | Длительность |
| -- | --------------------------------- | ------------ |
| 1. | «Только» (Symphonic Version)      | 3:33         |
| 2. | «Ангел» (Edit 2014)               | 4:37         |
| 3. | «Наедине» (DJ Alexey Romeo Remix) | 4:20         |
| 4. | «Воспоминание» (DJ Stylezz Remix) | 5:47         |
| 5. | «Только» (совместно с Ivan Kit)   | 4:48         |

| №  | Название        | Длительность |
| -- | --------------- | ------------ |
| 1. | «Наедине»       | 3:33         |
| 2. | «Воспоминание»  | 4:37         |
| 3. | «Это Новый Год» | 4:20         |

### Другие песни
Так же в альбом вошли ремиксы песен Нюши:
1. Наедине (DJ Alexey Romeo Remix)
2. Воспоминание (DJ Stylezz Remix)
3. Только (feat. Ivan Kit) Remix

В альбом так же вошли несколько переизданий-песен Нюши:
1. Ангел (Edit 2014)
2. Только (Symphonic Version)

## Награды и номинации
| Год  | Премия                              | Номинируемая работа            | Категория                                                                       | Результат |
| ---- | ----------------------------------- | ------------------------------ | ------------------------------------------------------------------------------- | --------- |
| 2012 | Золотой граммофон                   | «Воспоминание»                 | Статуэтка «Золотого граммофона»                                                 | Победа    |
| 2012 | Золотой граммофон (Санкт-Петербург) | «Воспоминание»                 | Статуэтка «Золотого граммофона»                                                 | Победа    |
| 2012 | OE Video Music Awards               | «Воспоминание»                 | Best Sex Video                                                                  | Номинация |
| 2013 | Премия RU.TV                        | «Воспоминание»                 | Лучшая песня                                                                    | Номинация |
| 2013 | Премия RU.TV                        | «Это Новый Год»                | Лучший саундтрек                                                                | Номинация |
| 2013 | Премия Муз-ТВ                       | «Воспоминание»                 | Лучшая песня                                                                    | Победа    |
| 2013 | Золотой граммофон                   | «Наедине»                      | Статуэтка «Золотого граммофона»                                                 | Победа    |
| 2013 | Золотой граммофон (Санкт-Петербург) | «Наедине»                      | Статуэтка «Золотого граммофона»                                                 | Победа    |
| 2013 | 20 лучших песен                     | «Наедине»                      | Лауреат фестиваля                                                               | Победа    |
| 2013 | Песня года                          | «Наедине»                      | Лауреат фестиваля                                                               | Победа    |
| 2014 | Премия RU.TV                        | «Наедине»                      | Лучший танцевальный клип                                                        | Номинация |
| 2014 | Премия Муз-ТВ                       | «Наедине»                      | Лучшее видео                                                                    | Номинация |
| 2014 | Премия Муз-ТВ                       | «Объединение» (концертное шоу) | Лучшее концертное шоу                                                           | Номинация |
| 2014 | Fashion People Awards               | «Объединение» (концертное шоу) | Лучшее концертное шоу                                                           | Победа    |
| 2014 | Реальная премия MusicBox            | «Только»                       | Лучшая песня                                                                    | Номинация |
| 2014 | Реальная премия MusicBox            | Объединение                    | Лучший альбом                                                                   | Победа    |
| 2014 | Золотой граммофон                   | «Только»                       | Статуэтка «Золотого граммофона»                                                 | Победа    |
| 2014 | Золотой граммофон (Санкт-Петербург) | «Только»                       | Статуэтка «Золотого граммофона»                                                 | Победа    |
| 2014 | Love Radio Awards 2014              | «Цунами»                       | Лучшее видео (Совместная победа вместе с Егором Кридом и Сией — каждый по 25 %) | Победа    |
| 2015 | ZD Awards 2014                      | Объединение                    | Лучший альбом                                                                   | Победа    |
| 2015 | Премия RU.TV 2015                   | «Цунами»                       | Лучший танцевальный клип                                                        | Номинация |
| 2015 | Премия RU.TV 2015                   | «Цунами»                       | Dolce Vita                                                                      | Номинация |
| 2015 | Премия Муз-ТВ 2015                  | «Цунами»                       | Лучшая песня                                                                    | Победа    |
| 2015 | Премия Муз-ТВ 2015                  | «Цунами»                       | Лучшее видео                                                                    | Номинация |
| 2015 | Премия Муз-ТВ 2015                  | Объединение                    | Лучший альбом                                                                   | Номинация |
| 2015 | Oops! Choice Awards 2015            | «Цунами»                       | С первого взгляда (лучший музыкальный клип)                                     | Победа    |

## Участники записи
- Нюша — вокал, бэк-вокал
- Первое музыкальное лейбл звукозаписи, продюсер
- Владимир Шурочкин — продюсер, участник записи
- Влад Стрекалин — аранжировщик, саунд-продюсер
- Пётр Картавый — аранжировщик, саунд-продюсер, участники записи
- Родион Кривенко — саунд-продюсирование, участники записи
- DJ Alexey Romeo — ремикс
- DJ Stylezz Remix — ремикс
- Ivan Kit — ремикс, участник записи